# Dexter (Geòrgia)
Dexter és una població dels Estats Units a l'estat de Geòrgia. Segons el cens del 2000 tenia 509 habitants.

## Demografia
Segons el cens del 2000, Dexter tenia 509 habitants, 207 habitatges, i 143 famílies. La densitat de població era de 258,6 habitants per km².
Dels 207 habitatges en un 31,4% hi vivien nens de menys de 18 anys, en un 58% hi vivien parelles casades, en un 9,7% dones solteres, i en un 30,9% no eren unitats familiars. En el 29% dels habitatges hi vivien persones soles el 21,3% de les quals corresponia a persones de 65 anys o més que vivien soles. El nombre mitjà de persones vivint en cada habitatge era de 2,46 i el nombre mitjà de persones que vivien en cada família era de 3,05.
Per edats la població es repartia de la següent manera: un 26,9% tenia menys de 18 anys, un 7,1% entre 18 i 24, un 23% entre 25 i 44, un 23% de 45 a 60 i un 20% 65 anys o més.
L'edat mediana era de 40 anys. Per cada 100 dones de 18 o més anys hi havia 82,4 homes.
La renda mediana per habitatge era de 33.036 $ i la renda mediana per família de 44.107 $. Els homes tenien una renda mediana de 30.357 $ mentre que les dones 26.375 $. La renda per capita de la població era de 22.451 $. Entorn del 10,4% de les famílies i el 14,7% de la població estaven per davall del llindar de pobresa.

## Poblacions més properes
El següent diagrama mostra les poblacions més properes.